# Was ist Metaphysik?
Was ist Metaphysik? ist der Titel eines von Martin Heidegger am 24. Juli 1929 gehaltenen Vortrags. Es ist die öffentliche Antrittsvorlesung Heideggers, der zu diesem Zeitpunkt an der Freiburger Universität den Lehrstuhl Edmund Husserls übernahm.
Heidegger bestimmt in dem Vortrag den Menschen als das Wesen, welches in der Metaphysik nach dem Ganzen fragt. Er setzt sich mit der Beziehung von Philosophie und Wissenschaft auseinander, indem er deren Verhältnis zum Nichts thematisiert. Dabei zeigt sich, dass erst durch das Nichts die „Grundfrage“ der Philosophie und somit auch der Wissenschaft motiviert wird: „Warum ist überhaupt Seiendes und nicht vielmehr Nichts?“ Da die Logik sich als untauglich erweist, das Nichts zu begreifen, lehnt Heidegger sie als zentrale Methode der Metaphysik ab.
Der Vortrag stellt einen wichtigen Übergang zwischen dem Denken aus „Sein und Zeit“ und Heideggers Spätwerk dar. Seine Bedeutung lässt sich auch daran ermessen, dass Heidegger nachträglich 1943 ein Nachwort und 1949 eine Einleitung verfasst, in denen er sich jeweils selbst interpretiert.

## Inhalt

### Die Ausgangsfrage
Heidegger beginnt den Vortrag mit der Entfaltung dessen, was es heißt metaphysisch zu fragen. Zwei Dinge bestimmen nach ihm diese Frage: Es ist der Mensch, der fragt, und dieser fragt nicht nach einer einzelnen Sache, sondern nach dem Ganzen. Heidegger hält als Vergleich die Wissenschaften entgegen. Diese fragen nach einzelnen Aspekten, sie fragen nicht nach dem Sein im Ganzen, sondern nach dem Seienden. Entsprechend verfolgen sie in getrennten Fachrichtungen ihre Forschung. Das wissenschaftliche Vorgehen lässt sich dabei durch folgende drei Punkte charakterisieren:
- Weltbezug: Die Wissenschaften beziehen sich auf das Seiende.
- Haltung: Ihr Vorgehen wird durch den Untersuchungsgegenstand bestimmt, hierzu abstrahieren sie vom Menschen.
- Einbruch: Wissenschaft wird betrieben als systematische Freilegung des Seienden.

Heidegger stellt nun über eine – zunächst wie ein Sprachspiel aussehende – Formulierung einen vorläufigen Bezug zwischen Metaphysik und Wissenschaft her, indem er festhält: „Erforscht werden soll [durch die Wissenschaft] nur das Seiende und sonst – nichts; das Seiende allein und weiter – nichts; […] Ist es Zufall, daß wir ganz von selbst so sprechen?“ Er hält fest: Wenn die Wissenschaft das Nichts nicht beachtet, thematisiert sie es damit als „unwissenschaftlich“ und definiert sich so gerade mit seiner Hilfe.

### Das Nichts
Um zu verstehen, ob es sich hierbei nur um eine Redeweise handelt, oder tatsächlich ein Bezug zum Nichts vorliegt, muss geklärt werden, was unter „Nichts“ verstanden wird. Offensichtlich, so Heidegger, reicht es nicht, das Nichts als Verneinung eines Seienden zu denken, denn dann würde es gerade über das definiert, was doch gerade seinen Gegensatz ausmacht. Heidegger macht diese Aussage unter einem gewissen Vorbehalt, denn es ist ein logischer Widerspruch, der sich hier zeigt. Über die Rolle der Logik wird aber noch zu entscheiden sein.
Auch eine Auffassung, die das Nichts als Verneinung des Ganzen vorstellt, erweist sich für Heidegger als untauglich, denn das Ganze ist uns als endlichen Wesen niemals als Ganzes zugänglich. Zudem bliebe es wieder eine Sache des Verstandes das Ganze vorzustellen und es zu verneinen. Heidegger möchte stattdessen vielmehr eine Erfahrung des Nichts ausfindig machen. Auf der Ebene der Erfahrung lässt sich nämlich außerdem, so Heidegger, das Ganze als etwas inmitten dessen wir sind, durchaus begreifen. Hier jedoch nicht durch den Verstand, sondern durch Stimmungen und Befindlichkeiten. So rücken zum Beispiel in der Langeweile alle Dinge und Möglichkeiten als uninteressant von uns fort. Ebenso kann in der Stimmung der Freude in der Gegenwart eines geliebten Menschen uns das Ganze, inmitten dessen wir sind, offenbar werden.
Diese Stimmungen aber heben das Ganze in eine Bedeutsamkeit für uns, sie offenbaren damit gerade nicht das Nichts. Die Stimmung, welche das Nichts hingegen als solches erschließt, ist für Heidegger die Angst. Sie richtet sich – anders als die Furcht vor etwas – nicht auf etwas bestimmtes, sondern in ihr wird uns unheimlich und die Welt verliert ihre Bedeutsamkeit, sie wird gleichgültig, sie ist „nichts“ für uns. Das Nichts wird in der Angst also nicht erfasst, sondern es begegnet. Hierfür ist es auf das Seiende angewiesen: es zeigt sich gerade am in der Unbedeutsamkeit versinkenden Seienden. Die Widerständigkeit, das Versagen, das Verschließen und sich Verweigern der Welt ist für Heidegger eine Grunderfahrung, welche zum Menschsein gehört. Es ist die Grunderfahrung des Nichts in der Angst. Für Heidegger ist das Nichts daher nichts Abstraktes, sondern eine konkrete Erfahrung, was er in der drastischen Formulierung zum Ausdruck bringen will, der Mensch sei in das Nichts „hineingehalten.“
Heidegger spricht im Weiteren jedoch nicht von der „Erfahrung des Nichts“, sondern von „dem Nichts“ – eine Formulierung, an der viel Anstoß genommen wurde. Dies hat jedoch seine Gründe in Heideggers Bemühungen den neuzeitlichen Subjektivismus zu überwinden. Es ist kein Subjekt, welches in der Angst von der Welt abrückt, sondern die Welt rückt vielmehr vom Menschen ab, ihr Entzug steht nicht in seiner Macht. Heidegger bezeichnet dieses Abrücken der Welt als Nichtung: „Diese im Ganzen abweisende Verweisung auf das entgleitende Seiende im Ganzen, als welche das Nichts in der Angst das Dasein [d.h. den Menschen] umdrängt, ist das Wesen des Nichts: die Nichtung.“ Die Stimmung der Angst ist nichts, das man bewusst hervorrufen könnte, sie überfällt einen: „So endlich sind wir, daß wir gerade nicht durch eigenen Beschluß und Willen uns ursprünglich vor das Nichts zu bringen vermögen.“ Es ist daher für Heidegger keine bloße sprachliche Raffinesse, durch Substantivierung von „nicht“ zu „das Nichts“, dieses der Verfügbarkeit eines Subjekts zu entziehen und zu sagen: „Das Nichts selber nichtet.“
Die im praktischen Umgang mit der Welt gemachte Erfahrung des Nichts und der Angst ist also keine durch ein Subjekt produzierte. Auch zeigt sich jetzt, warum das Nichts nicht aus der Verstandesfunktion der Verneinung zu verstehen ist: diese wäre eine jeglichem Weltbezug vorangehende Fähigkeit eines Subjekts. Der Mensch ist für die Verneinung jedoch viel mehr auf die ursprünglichere Erfahrung des Nichts angewiesen, denn erst im vorausblicken auf das Nichts wird die Verneinung möglich. Da auch die Erfahrung nichts ist, das er herbeiführen kann, sondern es das Nichts ist, das nichtet, entspringt die Verneinung dem Nichts: „Das Nicht entsteht nicht durch die Verneinung, sondern die Verneinung gründet sich auf das Nicht, das dem Nichten des Nichts entspringt.“

### Folgerungen
Die Untersuchung hatte gezeigt, wie die Angst das Nichts erfahren lässt: Die Dinge sind nicht mehr interessant, anregend, auffordernd – gleichwohl sie deshalb nicht „verschwinden“. Daher sagt Heidegger, das Nichts zeigt sich am Seienden. Damit ist aber offensichtlich der Logik, die eine solche Verbindung von Seienden und Nichts ja als widersprüchlich abgelehnt hatte, keine bevorzugte Position als Methode der Metaphysik einzuräumen.
Da das Nichts sich am Seienden zeigt, ordnet es Heidegger dem Sein dieses Seienden zu. Er grenzt sich jedoch von Hegel ab, der Nichts und Sein gleichgesetzt hatte („Das reine Sein und das reine Nichts ist also dasselbe.“ Hegel: Wissenschaft der Logik I. Buch WW III, S. 78). Hegel hatte diese Gleichsetzung vorgenommen, da Sein als auch Nichts beide in ihrer Absolutheit differenzlos sind; beide Begriffe sind gleichermaßen abstrakt und leer. Für Heidegger hingegen gehören Sein und Nichts zusammen, da beide auf den Menschen angewiesen sind, um sich zu offenbaren: Nur der Mensch weiß, dass Sein ist und nur er erfährt das Nichts. Wegen dieser Angewiesenheit des Nichts auf den Menschen nennt Heidegger den Menschen auch den „Platzhalter des Nichts.“
Da das Nichts nicht ein einzelnes Seiendes betrifft, sondern das Seiende im Ganzen, ist die Frage nach dem Nichts eine metaphysische. Wenn erst durch die Angst und das Nichts das Sein im Ganzen offenbar wird, dann ist damit offensichtlich das Nichts Voraussetzung für die Abgrenzung der Wissenschaft, die sich nur auf das Seiende bezieht – denn erst wenn das Ganze in den Blick gebracht ist, kann festgestellt werden, dass man sich nur auf Einzelnes bezieht. Damit bleibt die Wissenschaft in ihrem Selbstverständnis auf das Nichts und damit auf die Metaphysik angewiesen.
Außerdem hatte sich gezeigt, dass die verstandesmäßige Verneinung auf das Nichts (die ursprünglichere Erfahrung des Nichts) angewiesen ist und nicht umgekehrt. Daher bleibt die Wissenschaft auch für ihre fragende Praxis auf das Nichts angewiesen, denn nur die Verwunderung über das Nichts bringt das Fragen nach dem Warum auf den Weg: „Warum ist überhaupt Seiendes und nicht vielmehr Nichts?“

## Kritik
Rudolf Carnap kritisierte zwei Aspekte an Heideggers Rede. Dies ist zum einen der Wortgebrauch. Er bemerkt hierzu, dass „nichten“ eine nicht zulässige Wortbildung im Sinne einer alltagssprachlichen Verwendung darstellt: „Hier […] haben wir einen der seltenen Fälle vor uns, daß ein neues Wort eingeführt wird, das schon von Beginn an keine Bedeutung hat.“ Außerdem habe die moderne Logik gezeigt, dass der Begriff „Nichts“ weder Substantiv noch Verb ist, sondern die logische Form des Begriffs allein durch Existenzquantifikation und Negation bestimmt wird. Hauptkritikpunkt Carnaps ist jedoch, dass Heidegger die zentrale Stellung von Logik und Naturwissenschaft ablehnt. Dieser Punkt ist mehr politischer als philosophischer Dimension, denn Carnap macht sich Sorgen darüber, dass Heideggers „metaphysische Lehre, […] gegenwärtig in Deutschland den stärksten Einfluß ausübt.“ Er sah seine Kritik an Heidegger daher als notwendigen Bestandteil eines umfassenden sozialen, politischen und kulturellen Kampfes gegen die Metaphysik.
In einem Nachwort zu seinem Aufsatz verweist Carnap auf ähnliche, schon vor ihm geäußerte Kritik von Oskar Kraus: „Die Wissenschaft würde sich lächerlich machen, wenn sie es [das Nichts] ernst nähme. Denn nichts bedroht das Ansehen aller philosophischen Wissenschaft ernstlicher als ein Wiederauflegen jener Nichts- und Alles-Philosophie.“ Des Weiteren zitiert er David Hilbert: „In einem neueren philosophischen Vortrag finde ich den Satz: ‚Das Nichts ist die schlechthinnige Verneinung der Allheit des Seienden.’ Dieser Satz ist deshalb lehrreich, weil er trotz seiner Kürze alle hauptsächlichen Verstöße gegen die in meiner Beweistheorie aufgestellten Grundsätze illustriert.“ Nicht von Carnap erwähnt wird die ebenfalls schon vor ihm geäußerte und auch polemische Kritik Richard Hönigswalds: „Unvergleichlich, wie es nun einmal ist, brütet das „Nichts“ tröstliche Angst verbreitend, indem es, so lautet der nahe liegende und gerade darum überraschende Ausdruck „nichtet“. „Es ist darum ursprünglicher als das Nicht und die Verneinung.“ – Indessen, solche Einsichten entziehen sich, wie man bei näherer Betrachtung erkennt, jedem Bedenken. Sie liegen gleichsam jenseits seiner Bedingungen und Kompetenzen. Denn Bedenken bedeuten immer Fragen; wieweit nun Fragen bis in die unheimlichen Tiefen des „Nichts“ überhaupt herabreichen, läßt sich grundsätzlich nicht ausmachen.“

## Begleitworte
Heidegger hat 1943 ein Nachwort und 1949 eine Einleitung zu „Was ist Metaphysik?“ verfasst, in denen er sich mit der Kritik an seinem Vortrag auseinandersetzt und gleichzeitig eine Selbstinterpretation seines Denkens vornimmt. Während der ursprüngliche Vortrag von 1929 in eine Zeit fällt, in welcher Heidegger noch von seinem fundamentalontologischen Ansatz zu einer Metaphysik des Daseins übergeht, fallen die beiden Begleitworte in die Zeit nach der nun vollzogenen Kehre. Heidegger versucht ab jetzt nicht mehr, wie noch in „Sein und Zeit“, den Sinn von Sein durch die Rückführung auf das Dasein und seine Existenzialien zu klären. Dieser Ansatz erschien Heidegger später zu ‚subjektivistisch‘. Stattdessen versucht er die Wahrheit als Selbstvollzug des Seins zu denken: Wahrheit vollzieht sich zwar ‚im‘ Menschen (als Lichtung des Seins), aber nicht mehr ‚durch‘ ihn als Subjekt: sie ist nun prozessieren des Seins selbst. Dies bezeichnet er als die „Wahrheit des Seins.“
Während das Nachwort noch verstärkt die ontologische Differenz betont, liegt der Schwerpunkt der Einleitung auf der Wahrheit des Seins.
In der Einleitung versucht Heidegger daher auch in Form einer Selbstinterpretation zu zeigen, dass schon in „Sein und Zeit“ die Ansatzpunkte vorhanden gewesen sein müssen, welche ihn später auch zur Frage nach der Wahrheit des Seins führten. Die nachträgliche und umdeutende Selbstinterpretation Heideggers zeigt, dass Philosophie für ihn vor allem im Vollzug besteht: Da es keinen festen Grund gibt, auf den sich eine Philosophie stützen kann (z. B. ein Subjekt), setzte „Sein und Zeit“ damit an, eine Bewegung in hermeneutischen Zirkeln zu vollziehen, die nach und nach das Dasein und seine Existenzialen freilegt und auf dieser Grundlage hilft den Sinn von Sein zu verstehen. Anders jedoch als noch in „Sein und Zeit“ bildet die Bewegung nach Heideggers Abkehr von der Fundamentalontologie aber keine Spirale mehr, sondern eher eine Schleife, die im Rückgang entlang der Seinsgeschichte nicht mehr nach einem Fundament für die Ontologie sucht. Sie fragt stattdessen danach was mit dem Menschen selbst, als metaphysisches Wesen dem sich das Sein ver- und entbirgt, im Lauf der Seinsgeschichte geschieht. Als Teil dieser Bewegung ist Heidegger konsequenterweise selbst in die Seinsgeschichte eingebunden, er nimmt also keinen allem enthobenen Blickpunkt ein. Dies zu zeigen ist auch Aufgabe der Selbstinterpretation. Gleichwohl kommt seiner Philosophie eine gewisse Sonderstellung zu, da in ihr das erste Mal der Prozess des Ver- und Entbergens des Seins selbst zum Thema wird, womit erstmals eine Überwindung der Metaphysik möglich wird. Heidegger kann sich dies jedoch nicht als Verdienst anrechnen, da eben nur das Geschick des Seins ihn hierzu führte.

### Nachwort (1943)
In dem 1943 verfassten Nachwort interpretiert Heidegger seinen Vortrag als tendenziell auf eine Überwindung der Metaphysik ausgerichtet, auch wenn der Vortrag noch in der Sprache der Metaphysik selbst verfasst war. Dies zeigt für Heidegger auch schon der Titel an, der mit der Frage „Was ist Metaphysik?“ schon über die Metaphysik hinaus fragt. Heidegger deutet diese Frage nun dahingehend, dass in ihr schon nach dem Grund der Metaphysik gefragt wird. Diesen Grund der Metaphysik sieht er nun darin, dass die Metaphysik nur nach dem Seienden fragt, nicht aber nach dem Sein, also die ontologische Differenz vergisst.
Stellt man nun die Frage nach der Metaphysik, so fragt sie über den Gegenstand der Metaphysik, das Seiende, hinaus nach dem Sein selbst. Um dies zu verdeutlichen, hat sich Heidegger in dem Nachwort von 1943 sogar soweit „verstiegen“ zu schreiben: „daß das Sein wohl west, ohne das Seiende, daß niemals aber ein Seiendes ist ohne das Sein.“ Diese Formulierung radikalisiert die ontologische Differenz bis zu ihrer Auflösung. Heidegger hat die Aussage in späteren Auflagen zurückgenommen: „daß das Sein nie west ohne das Seiende, daß niemals ein Seiendes ist ohne das Sein.“
Drei Vorwürfe bespricht Heidegger in diesem Nachwort:
1. Durch die zentrale Stellung des Nichts in der Metaphysik, sei der Vortrag ein Zeugnis des Nihilismus.
2. Die Angst als Grundstimmung auszumachen, sei eine Philosophie der Feigheit. Außerdem ist die Angst als gedrückte Stimmung eher negativ zu bewerten.
3. Die Absage an die Logik sei auch eine Absage an den Verstand und überlässt stattdessen das Denken an eine bloße Stimmung.

Heidegger antwortet hierauf:
1. Aus der zentralen Stellung des Nichts geht kein Nihilismus hervor, da ja das Nichts das Seiende nicht als Nicht-Seiend vorstellt. Stattdessen zeigt sich das Nichts am Seienden und erschließt so gerade dessen Sein. Das heißt, dass gerade in seiner Unbedeutsamkeit das Seiende uns etwas angeht. Man könnte sagen, dass gerade weil uns in der Angst das in ihr erschlossene Seiende als Unbedeutsames etwas angeht, das Nichts nicht Nichts ist.
2. Die Angst möchte Heidegger nicht nur als gedrückte Stimmung begreifen, da sie in ihrer erschließenden Funktion auch bezaubern kann: „Einzig der Mensch unter allem Seienden erfährt, angerufen von der Stimme des Seins, das Wunder aller Wunder: daß Seiendes ist.“[17]
3. Heidegger besteht darauf, dass die Logik nur eine Auslegung des Wesens des Denkens ist, eben die, welche sich historisch im antiken Griechenland entwickelt hat und welches seine Erfahrung aus der Betrachtung des Seienden nimmt. Diesem setzt er ein Denken entgegen, das sich der „Wahrheit des Seins“ widmet.

Die Wahrheit des Seins ist für Heidegger das ontologische Grundgeschehen, in welchem überhaupt erst Seiendes entdeckt wird. Nur weil der Mensch das Seiende entdeckt, ist es überhaupt. Ist etwas erst einmal entdeckt, so ist es auch schon in der (ontologischen) Wahrheit, denn dass der Mensch sich überhaupt irgendwie auf etwas bezieht, ist Voraussetzung für alle anderen Wahrheitstheorien, auch diejenigen, welche die Beachtung der Logik fordern. Heidegger unterscheidet daher exaktes, an der Logik orientiertes, und strenges Denken, welches sich dem ontologischen Wahrheitsgeschehen zuwendet. Das exakte Denken, welches sich in der Logik äußert, habe nun in der Neuzeit seine konsequente Fortsetzung in der Logistik gefunden, die dem Subjekt all das beschafft, was es begehrt. Heidegger nennt dieses Denken das rechnende Denken, was man im modernen Sprachgebrauch auch als zweckrationales Denken bezeichnen könnte. Da dieses Denken nur das Seiende betrachtet und rechnend dessen Verwendbarkeit für sich erfasst, liegt es für Heidegger im Wesen eines solchen Denkens, dass es sich nicht überwinden kann, indem es über seine eigenen Motive Rechenschaft ablegt. So reproduziert es immer nur sich selbst, worin sein verzehrender Charakter liegt.
Dem hält Heidegger ein Denken entgegen, welches sich auf das ursprüngliche Wahrheitsgeschehen richtet, darauf dass überhaupt Seiendes ist: das Sein und der Mensch brauchen einander, denn nur der Mensch weiß, dass Seiendes ist. Ein solches Denken opfert dem Seienden nachzugehen dafür, sich dem Sein zuzuwenden. Da dieses Opfer – anders als alles zweckrationale Denken – keinen Zweck hat, sondern sich an das Sein verschwendet, entspricht der Charakter eines solchen Denkens eher einem Danken.

### Einleitung (1949)
Der Untertitel der Einleitung lautet „Rückgang in den Grund der Metaphysik“. Um dies zu erläutern knüpft Heidegger an ein Bild Descartes an, der die Philosophie als einen Baum beschreibt, dessen Wurzeln die Metaphysik sind, dessen Stamm die Physik und dessen Äste die übrigen Wissenschaften ausmachen. Heidegger, in diesem Bild bleibend, fügt hinzu: die Wahrheit des Seins ist der Grund in welchen die Wurzeln der Metaphysik ragen. Die Metaphysik bedenkt nämlich lediglich das Sein des Seienden. Sie wendet sich also dem Seienden zu, wenn schon Seiendes ist. Wie es aber überhaupt dazu kommt, dass Seiendes ist, darüber vergisst sie, wenn sie sich dem Seienden zuwendet und sich bei dessen Bestimmung aufhält. Dass Seiendes ist, heißt jedoch dass es unverborgen ist, der Prozess dieses Ankommens in der Unverborgenheit ist die Wahrheit des Seins.
In diesem Sinne lässt sich sagen, dass die Wahrheit des Seins der Grund ist, in welchen die Wurzeln der Metaphysik ragen, denn die Metaphysik bleibt darauf angewiesen, dass Seiendes in der Unverborgenheit angekommen ist. Heidegger verwendet hier den Begriff „Grund“ in einem doppelten Sinne:
- Im Sinne der Unverborgenheit des Seienden ist der Grund Voraussetzung dafür, dass die Metaphysik ihrem Geschäft, der Bestimmung des Seienden, nachgehen kann.
- Dieser Grund ist aber somit auch der Grund dafür, dass die Metaphysik als Metaphysik den Grund selbst nicht thematisieren kann. Sie betrachtet ja nur das Seiende, um im Bild zu bleiben: die Metaphysik als Wurzel „vergißt sich […]zugunsten des Baumes“[18]

Eine Überwindung der Metaphysik muss also deren Grund im doppelten Sinne thematisieren, sie muss als ein „Rückgang in den Grund der Metaphysik“ erfolgen. Dabei ist dieser Grund für Heidegger keiner, auf den sich die Philosophie als Disziplin gründen ließe, er ist ja keine erste Ursache, von der aus sich durch schließen und beweisen alles Weitere ableiten ließe, auch ist er kein ‚Fundament‘, wie Descartes’ cogito. Es geht Heidegger in diesem Zusammenhang viel mehr um eine Bestimmung des Menschen. Dessen Wesen sieht er durch den Bezug zum Sein bestimmt. Man könnte also sagen, die Frage nach dem Grund ist damit nicht ‚Welches ist das erste Prinzip der Philosophie?‘, sondern ‚Was geschieht mit dem Menschen als dem Wesen, das metaphysisch und seinsgeschichtlich ist?‘
Heidegger interpretiert nun rückblickend sein Denken in „Sein und Zeit“ schon als ein solches, dass sich dazu auf den Weg machte, die Wahrheit des Seins zu bedenken. Hierzu deutet er Hauptbegriffe des Werkes, wie Dasein, Sorge und Entwurf um:
- Dasein sei gewählt worden um das Wesen des Menschen durch den Bezug zum Sein zu bestimmen.
- Existenz bezeichne entsprechend dem Satz „Das Wesen des Daseins liegt in seiner Existenz.“ (SZ, S. 42) eine Weise des Seins des Daseins, indem dieses offen für den Bezug zum Sein ist.
- Sorge ist nun nicht mehr die Sorge um das Selbst des Daseins, sondern um das Sein. Die Bestimmung des Selbst war jedoch in „Sein und Zeit“ zunächst nötig um sich von metaphysischen Konstruktionen des Selbst als Substanz oder Subjekt abzugrenzen.
- Verstehen interpretiert Heidegger nun so, dass es dasjenige Verstehen ist, welches sich auf ein Verstehen der Wahrheit des Seins richte.
- Entwerfen meint nun, dass der Mensch sich verstehend auf die Ankunft des Seins hin Entwerfe, sich also für das Sein offen halte.
- Sinn ist das, woraufhin sich das Dasein entwirft, entsprechend den vorigen Umdeutungen nämlich daraufhin, dass sich das Sein in seiner Unverborgenheit zeige. Das Dasein entwirft sich also auf den Sinn von Sein, der Sinn ist die Unverborgenheit des Seins, daher „Sinn von Sein“ und „Wahrheit des Seins“ Dasselbe sagen.
- Zeit ist nun nicht mehr der Verständnishorizont eines einzelnen Daseins auf dessen Grundlage der Sinn (hier noch: als ein Ausrichten auf praktische Vorhaben) erst möglich ist. Heidegger interpretiert Zeit stattdessen als die Bedingung der Unverborgenheit des Seins, also für den Prozess des Wahrheitsgeschehens. Damit ist sie auch als Bedingung der Seinsgeschichte gedacht.

Obwohl nun dies alles in „Sein und Zeit“ schon angelegt war, ist doch die Philosophie „mit nachtwandlerischer Sicherheit“ daran vorbeigegangen. Dies ist jedoch keine Verfehlung gewesen, sondern lag im Wesen des Seins selbst, das sich im Entbergen zugleich verbirgt. Damit ist es auch kein Missverständnis gegenüber einem Buch, sondern liegt im Wesen des Seins selbst, in der Seinsverlassenheit, dass sich damals „Sein und Zeit“ nicht erschloss. Zwar hat „Sein und Zeit“ die Frage nach dem Sein wieder in das Denken geholt („Haben wir denn heute eine Antwort auf die Frage nach dem, was wir mit ‚seiend‘ überhaupt meinen?“ SZ, Vorwort.), es fragte jedoch nur nach der ontologischen Differenz und versuchte als Fundamentalontologie die Ontologie auf ein Fundament zu stellen. Dies lehnt Heidegger nun ab, denn es gilt zu Überwindung der Metaphysik „das Denken an die Wahrheit des Seins zu gewinnen. Solange dieses Denken sich selber noch als Fundamentalontologie bezeichnet, stellt es sich mit dieser Benennung selbst in den eigenen Weg […]“ Denken ist damit keine Ontologie mehr, sondern die Destruktion der Geschichte der Metaphysik durch Denken an die Wahrheit des Seins.
Analog zu den vorigen Umdeutungen, interpretiert nun Heidegger auch die Grundfrage der Philosophie anders: „Warum ist überhaupt Seiendes und nicht vielmehr Nichts?“ fragt nun nicht mehr nach der ontologischen Differenz und dem Sein als das, woraufhin Seiendes begegnet, sondern Heidegger möchte sie nun so verstanden wissen, dass sie nach der Wahrheit des Seins fragt, also nach dem Entbergen des Seins im Ereignis. Unabhängig von damaligen Intentionen sei dies nämlich die eigentliche Frage des Vortrags, die Frage, die seinsgeschichtlich im Vortrag stattfand.
- Zur umdeutenden Selbstinterpretation siehe auch Heideggers „Brief über den »Humanismus«“.

### Primärliteratur
Der Text des Vortrags findet sich zusammen mit einem später verfassten Vor- und Nachwort in Band 9 (Wegmarken) der Heidegger-Gesamtausgabe. Andere Ausgaben:
- Martin Heidegger: Was ist Metaphysik? Verlag Vittorio Klostermann, Frankfurt am Main 2006, ISBN 978-3-465-03517-6
- Martin Heidegger: Wegmarken. Verlag Vittorio Klostermann, Frankfurt am Main 2004, ISBN 978-3-465-03370-7

### Sekundärliteratur
- Oliver Jahraus: Martin Heidegger. Eine Einführung. Reclam-Verlag, Stuttgart 2004, S. 146ff, ISBN 3-15-018279-4
- Michael Friedmann: Carnap. Cassirer. Heidegger. Geteilte Wege. Fischer Verlag, Frankfurt am Main 2004, ISBN 3-596-16006-5
Philosophiegeschichtliche Betrachtung des Schismas zwischen Carnap und Heidegger.
- Rudolf Carnap: Überwindung der Metaphysik durch logische Analyse der Sprache. in Erkenntnis 2, 1932, S. 230f.
Carnaps Kritik an Heidegger.
- Romano Pocai: Heideggers Theorie der Befindlichkeit. Sein Denken zwischen 1927 und 1933. (Symposion 107), Verlag Karl Alber GmbH, Freiburg (Breisgau) / München 1996, ISBN 978-3-495-47835-6
Weist u. a. auf Unterschiede zwischen der Angst in „Sein und Zeit“ und der Angst in „Was ist Metaphysik?“ hin.